# شريف آباد (مقاطعة ديواندرة)
شريف‌آباد (بالفارسية: شریف‌آباد) هي قرية تقع في قسم تشهل تششمه الريفي (مقاطعة ديواندرة) في إيران. يقدر عدد سكانها بـ 856 نسمة .